# SUMMER PRINCESS
『SUMMER PRINCESS（サマープリンセス）』は、声優の高橋美佳子が出したミニアルバムである。2008年8月06日にパープルヒルズレコードより発売（AKCJ-81020）、販売元はエイベックス・マーケティング・コミュニケーションズ。

## 概要
- 前作の『sweet』と同様、高橋美佳子のオール・セルフプロデュースである。収録全楽曲の作詞および作曲を本人が手掛けている（作曲に関してはmikako名義）。また編曲全てを藤岡央が手掛けた。

## 収録内容
1. SUMMER JUMP
  - 作詞:高橋美佳子、作曲:mikako、編曲:藤岡央
2. ☆キラキラ☆
  - 作詞:高橋美佳子、作曲:mikako、編曲:藤岡央
3. あたしは犬
  - 作詞:高橋美佳子、作曲:mikako、編曲:藤岡央
4. キミとボク
  - 作詞:高橋美佳子、作曲:mikako、編曲:藤岡央
5. EVERY
  - 作詞:高橋美佳子、作曲:mikako、編曲:藤岡央
6. Summer Princess
  - 作詞:高橋美佳子、作曲:mikako、編曲:藤岡央